# Di Xin
Di Xin (chino: 帝辛; pinyin: Dì Xīn, 1105-1046 a. C.) fue el último rey de China de la dinastía Shang. Su nombre póstumo fue Rey Zhou (chino: 紂王; pinyin: Zhòu Wáng). También era llamado Zhou Xin (chino: 紂辛; pinyin: Zhòu Xīn).

## Comienzo del reinado
En las Memorias históricas, Sima Qian escribe que Di Xin, al comienzo de su reinado, tenía capacidades que sobrepasaban a los hombres corrientes, era perspicaz e iracundo. De acuerdo con la leyenda, era lo bastante inteligente como para ganar todas las discusiones, y lo bastante fuerte como para cazar los animales salvajes con sus propias manos. Era el hermano menor de Wei Zi y de Wei Zhong y padre de Wu Geng. Su padre, Di Yi tenía dos hermanos, Ji Zi y Bi Gan. Di Xin aumentó el territorio de Shang, batallando con las tribus vecinas, incluyendo el Dongyi, por el este.

## Reinado final
En sus últimos años, Di Xin se entregó a los excesos de la bebida y las mujeres, abandonando el gobierno del país y los asuntos de estado. De acuerdo con Sima Qian, organizaba orgías con mucha gente involucrada, a la vez que sus concubinas creaban canciones con letras crudamente eróticas. En la leyenda, es representado bajo la mala influencia de su malvada esposa, Daji, y cometiendo toda clase de malas acciones, junto con ella.
Una de las formas más famosas de entretenimiento de Zhou era la "piscina de vino y el bosque de carne" (酒池肉林). Construyó una gran piscina, capaz para varias canoas, en terrenos del palacio, revestida con piedras pulidas de forma oval, de manera que pudiera llenarse con alcohol. En el medio se construyó una pequeña isla, y se plantaron árboles, en cuyas ramas se colocaba carne asada, colgando hacia la piscina. Esto permitía a Zhou y a sus amigos y concubinas, vagar por la piscina, y comer y beber, sin bajarse de las canoas.
Para complacer a Daji, creó el  "cañón ardiente de castigo" (炮烙之刑), consistente en un gran cilindro hueco de bronce, que se calentaba con carbón hasta el rojo vivo. Luego se obligaba a los prisioneros a abrazarse a él, hasta morir. Así murió, por ejemplo, Mei Bo.
En orden a cubrir estos gastos diarios, se implantaron pesados impuestos, y el pueblo sufrió grandemente, perdiendo toda esperanza en la dinastía Shang. El hermano de Zhou, Wei Zi, trató de persuadirle de que cambiara, pero fue reprendido. Tampoco tuvieron mejor suerte sus tíos Bi Gan y Ji Zi, siendo éste encarcelado.

## Caída
Cuando el ejército de la dinastía Zhou, dirigido por el famoso Jiang Ziya, derrotó a la dinastía Shang, en la batalla de Muye,  en 1046 a. C., Di Xin reunió todos sus tesoros en el palacio, les prendió fuego, y se suicidó. El nombre "Zhou" apareció después de su muerte, como póstumo y peyorativo, aunque quizá se usó furtivamente por sus contemporáneos. El nombre es representativo de sus acciones deshonrosas y desalmadas. El rey Zhou pasaría a la historia de China como uno de los peores ejemplos de corrupción